# Parlamentswahl in Russland 2011
- KPRF: 92
- SR: 64
- ER: 238
- LDPR: 56

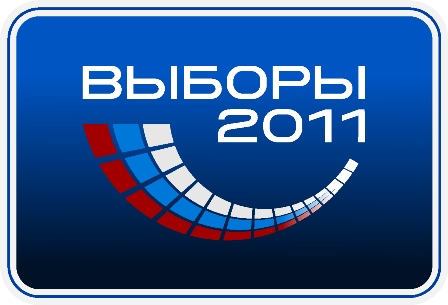
Offizielles Logo der Russischen Parlamentswahlen 2011

Die Parlamentswahl in Russland 2011 fand am 4. Dezember statt.
Es war die erste Wahl, bei denen die neue Sitzverteilung der Staatsduma Russlands für eine Legislaturperiode von fünf anstatt bisher von vier Jahren bestimmt wurde. Grundlage hierfür war das am 30. Dezember 2008 in Kraft getretene Gesetz, das darüber hinaus auch die Amtszeit des Russischen Präsidenten von vier auf sechs Jahre verlängert. Die ersten Wahlen, bei denen der Präsident für sechs Jahre bestimmt wurde, fanden am 4. März 2012 statt.
Die Zentrale Wahlkommission Russlands gab den Beginn der Vorbereitungen für die Parlamentswahlen 2011 bereits im Mai 2009 bekannt.

## Teilnehmende Parteien

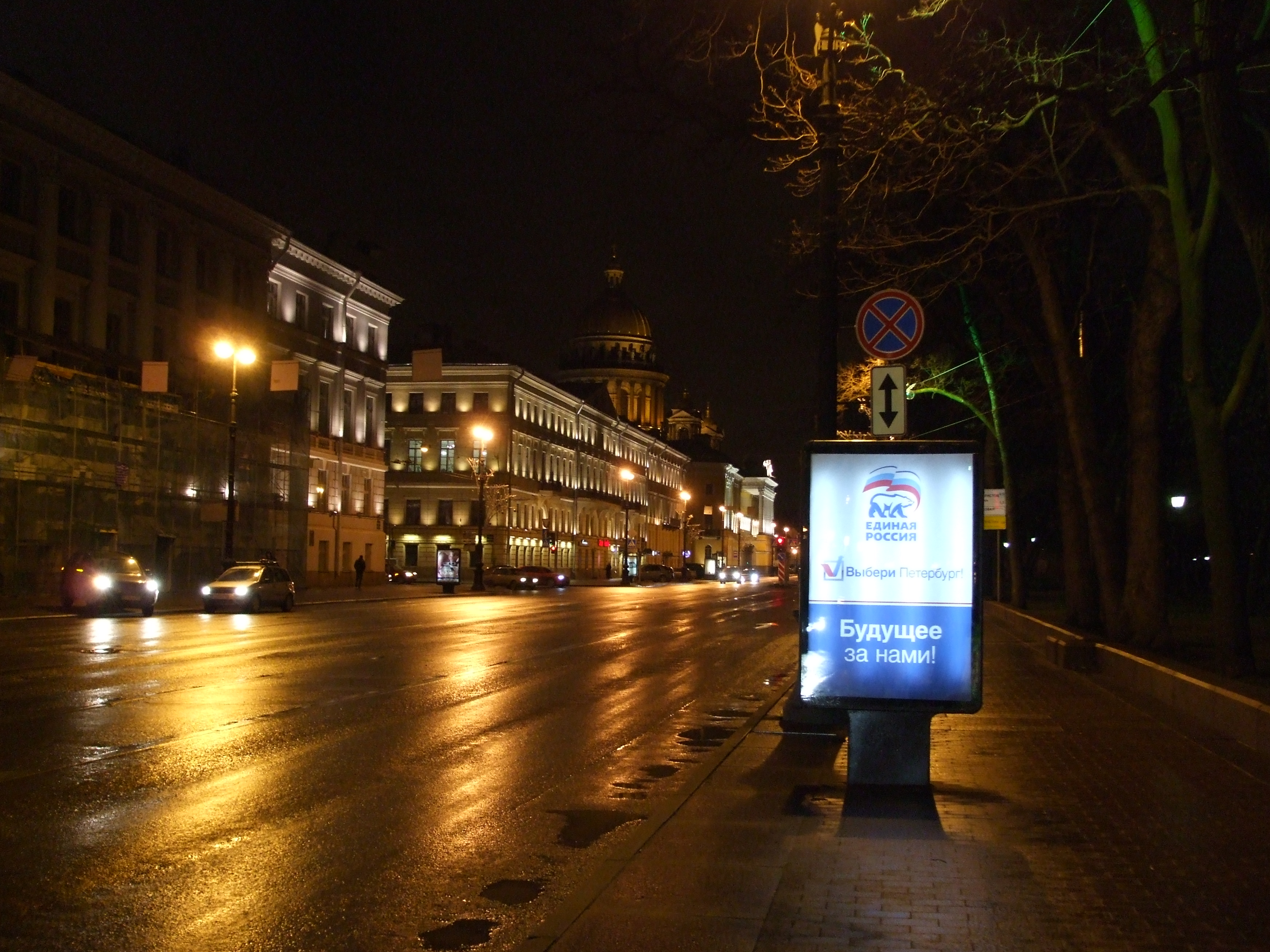
Wahlwerbung für die Partei Einiges Russland in Sankt Petersburg

Die vier von 2007 bis 2011 in der Staatsduma vertretenen Parteien:
- Einiges Russland – Spitzenkandidat: Dmitri Medwedew
- Kommunistische Partei der Russischen Föderation – Spitzenkandidat: Gennadi Sjuganow
- Liberal-Demokratische Partei Russlands – Spitzenkandidat: Wladimir Schirinowski
- Gerechtes Russland – Spitzenkandidat: Sergei Mironow

Neben den vier bisher in der Staatsduma vertretenen Parteien sind drei weitere Parteien zu den Parlamentswahlen angetreten:
- Rechte Sache – Spitzenkandidat: Andrei Dunajew
- Jabloko – Spitzenkandidat: Grigori Jawlinski
- Patrioten Russlands – Spitzenkandidat: Gennadi Semigin

## Zu der Wahl nicht zugelassene Parteien
Zahlreiche Parteien wurden zur Wahl nicht zugelassen. Russland hat eines der restriktivsten Parteiengesetze Europas, und seit 2007 wurde zahlreichen Parteien die Wieder- oder Neuregistrierung verweigert. Somit konnten unter anderem folgende Parteien nicht teilnehmen:
- Partei der Volksfreiheit „Für ein Russland ohne Willkür und Korruption“
- Anderes Russland
- Russische Vereinigte Arbeiterfront
- Nationalbolschewistische Partei Russlands
- Libertäre Partei Russlands
- Piratenpartei Russlands
- Heimat - Gesunder Verstand
- Partei der Tat
- Agrarierpartei

## Prognosen vor der Wahl
| Institut                | Datum      | ER     | KPRF   | LDPR   | SR     | Jabloko | Rechte Sache | Patrioten Russlands |
| ----------------------- | ---------- | ------ | ------ | ------ | ------ | ------- | ------------ | ------------------- |
| Vorläufiges Endergebnis | 04.12.2011 | 49,3 % | 19,2 % | 11,7 % | 13,2 % | 3,4 %   | 0,6 %        | 1,0 %               |
| Lewada-Zentrum          | 08.11.2011 | 51 %   | 20 %   | 14 %   | 7 %    | 4 %     | 1 %          | < 1 %               |
| Lewada-Zentrum          | 27.10.2011 | 60 %   | 17 %   | 11 %   | 5 %    | 2 %     | 1 %          | < 1 %               |
| WZIOM                   | 19.10.2011 | 53,8 % | 17,1 % | 11,3 % | 7,9 %  | 3,3 %   | 2,1 %        | 2,0 %               |
| Lewada-Zentrum          | 30.09.2011 | 57 %   | 16 %   | 12 %   | 6 %    | 3 %     | 2 %          | 1 %                 |
| WZIOM                   | 04.09.2011 | 55 %   | 16,4 % | 10,8 % | 7,1 %  | 2,5 %   | 4,9 %        | 2,1 %               |
| Lewada-Zentrum          | 25.08.2011 | 54 %   | 18 %   | 13 %   | 6 %    | 1 %     | 3 %          | 1 %                 |
| Lewada-Zentrum          | 25.07.2011 | 54 %   | 18 %   | 12 %   | 7 %    | 2 %     | 2 %          | < 1 %               |
| WZIOM                   | 20.07.2011 | 58,3 % | 14,7 % | 9,8 %  | 7,3 %  | 2,8 %   | 4,1 %        | 1,9 %               |
| Lewada-Zentrum          | 29.06.2011 | 53 %   | 17 %   | 13 %   | 5 %    | 2 %     | 1 %          | 1 %                 |
| WZIOM                   | 07.04.2011 | 58,7 % | 13,6 % | 9,1 %  | 9,8 %  | 2,7 %   | 2,9 %        | 1,8 %               |

## Wahlergebnis

### Landesweites Ergebnis

Mehrheiten nach Kreisen:
Einiges Russland
Kommunistische Partei
Gerechtes Russland
LDPR

Die Zentrale Wahlkommission erklärte am 5. Dezember 2011 die Partei Einiges Russland offiziell zur Wahlsiegerin. Nach Angaben der Kommission erreichte sie 49,5 Prozent der Wählerstimmen und damit 238 von 450 Sitzen im Parlament. Die Kommunisten kamen auf 19,15 Prozent der Stimmen, Gerechtes Russland auf 13,17 Prozent und die Liberaldemokratische Partei von Wladimir Schirinowski auf 11,66 Prozent. Die Wahlbeteiligung lag danach bei 60,21 Prozent.
In der Duma vertreten sind folglich:
| Platz | Partei/Block (блок)                                                                          | Stimmen | Stimmen   | Sitze Duma | Sitze Duma | Stimmenanteil 2007 |
| Platz | Partei/Block (блок)                                                                          | Anteil  | Absolut   | Absolut    | Anteil     | Stimmenanteil 2007 |
| ----- | -------------------------------------------------------------------------------------------- | ------- | --------- | ---------- | ---------- | ------------------ |
| 1     | Einiges Russland Единая Россия                                                               | 49,3 %  | 32,4 Mio. | 238        | 52,9 %     | 64,3 %             |
| 2     | Kommunistische Partei der Russischen Föderation Коммунистическая партия Российской Федерации | 19,2 %  | 12,6 Mio. | 92         | 20,4 %     | 11,6 %             |
| 3     | Gerechtes Russland Справедливая Россия                                                       | 13,2 %  | 8,7 Mio.  | 64         | 14,2 %     | 7,8 %              |
| 4     | Liberal-Demokratische Partei Russlands Либерально-Демократическая Партия России              | 11,7 %  | 7,7 Mio.  | 56         | 12,4 %     | 8,1 %              |

### Ergebnisse nach Regionen

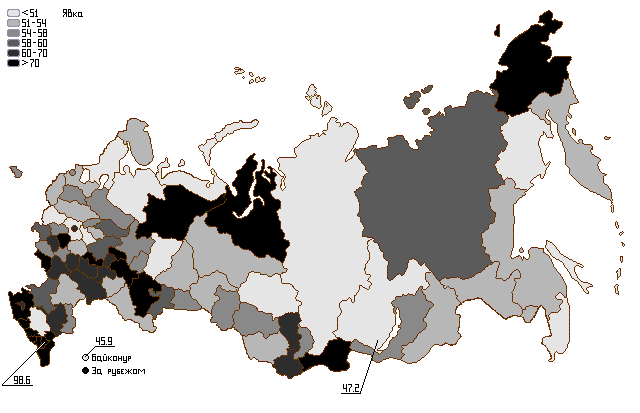
Wahlbeteiligung nach Region

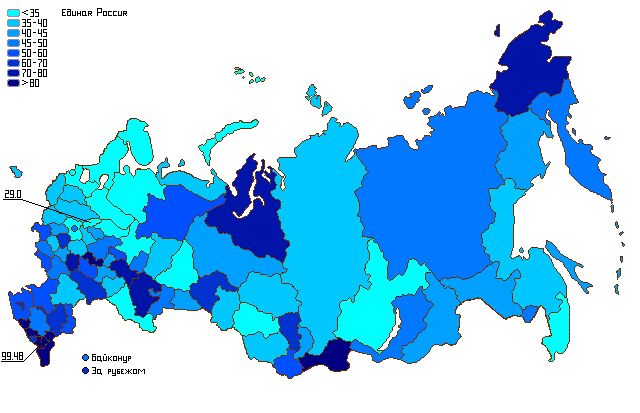
Ergebnisse für Einiges Russland nach Region

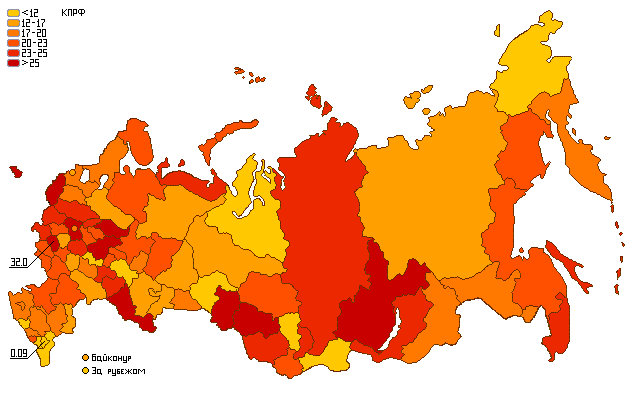
Ergebnisse für die KPRF nach Regionen

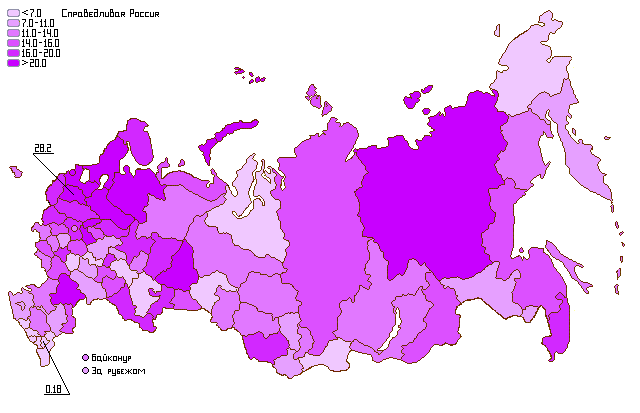
Ergebnisse für Gerechtes Russland nach Regionen

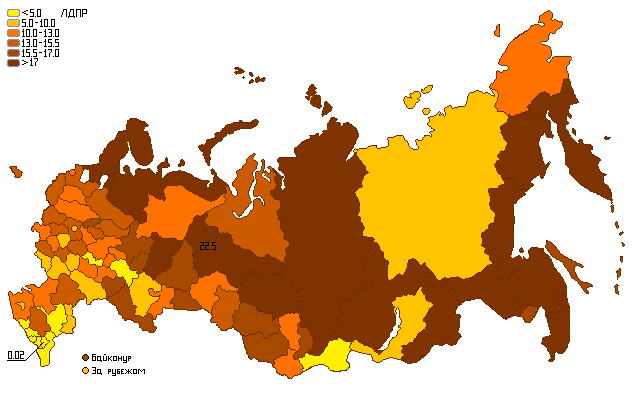
Ergebnisse für die LDPR nach Regionen

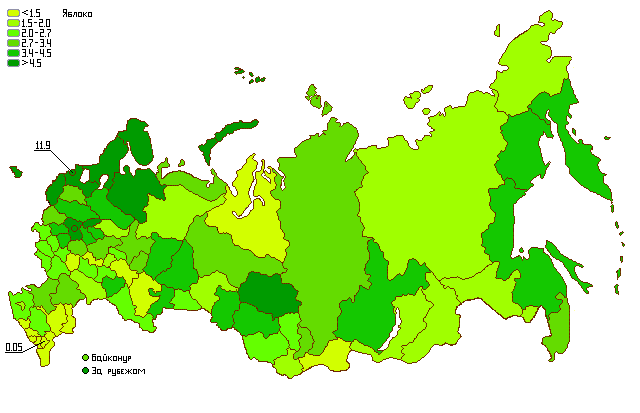
Ergebnisse für Jabloko nach Regionen

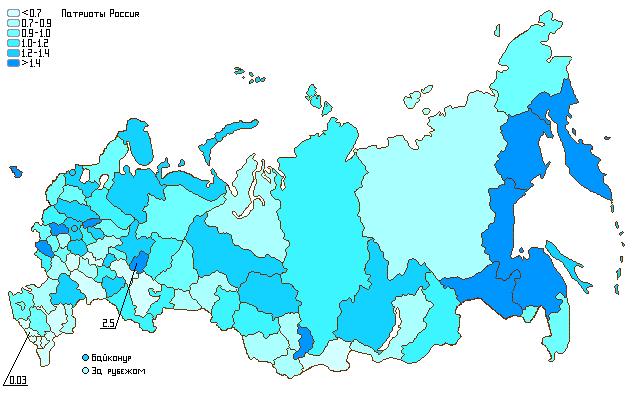
Ergebnisse für die Patrioten Russlands nach Regionen

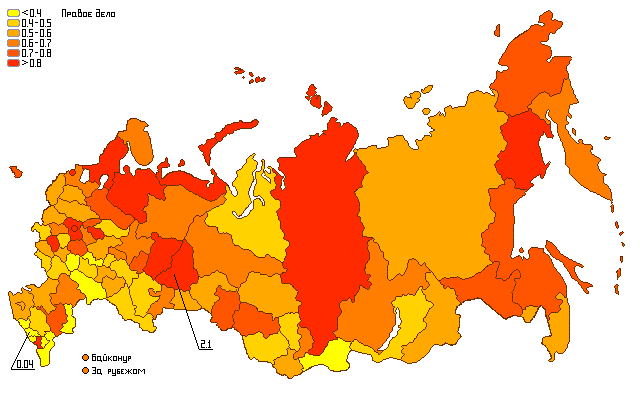
Ergebnisse für die Rechte Sache nach Regionen

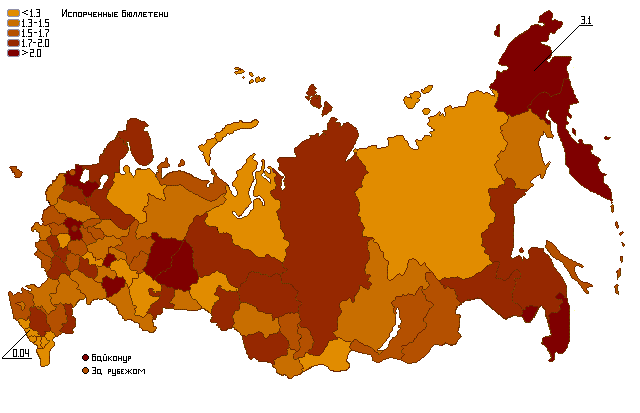
Ungültige Stimmzettel

Die Partei Einiges Russland erzielte in allen Regionen die relative oder absolute Stimmenmehrheit.
| Region                        | Beteiligung | Einiges Russland | KPRF   | Gerechtes Russland | LDPR   | Jabloko | Patrioten | Rechte Sache | Ungültige |
| ----------------------------- | ----------- | ---------------- | ------ | ------------------ | ------ | ------- | --------- | ------------ | --------- |
| Region Primorje               | 48,8 %      | 33,3 %           | 23,2 % | 18,1 %             | 18,7 % | 3,0 %   | 0,9 %     | 0,5 %        | 2,4 %     |
| Region Chabarowsk             | 53,0 %      | 38,1 %           | 20,5 % | 14,1 %             | 19,8 % | 3,7 %   | 1,4 %     | 0,7 %        | 1,7 %     |
| Oblast Amur                   | 53,7 %      | 43,5 %           | 19,2 % | 10,3 %             | 21,0 % | 1,9 %   | 1,7 %     | 0,7 %        | 1,7 %     |
| Sacha (Jakutien)              | 59,3 %      | 49,2 %           | 16,4 % | 21,8 %             | 8,5 %  | 1,7 %   | 0,8 %     | 0,5 %        | 1,2 %     |
| Oblast Sachalin               | 48,7 %      | 41,9 %           | 23,4 % | 11,8 %             | 16,0 % | 3,4 %   | 1,2 %     | 0,7 %        | 1,6 %     |
| Region Kamtschatka            | 53,1 %      | 45,3 %           | 17,1 % | 10,1 %             | 18,6 % | 4,1 %   | 2,2 %     | 0,6 %        | 2,1 %     |
| Oblast Magadan                | 50,6 %      | 41,0 %           | 22,8 % | 11,6 %             | 17,4 % | 3,5 %   | 1,9 %     | 0,8 %        | 1,3 %     |
| Jüdische Autonome Oblast      | 52,0 %      | 48,1 %           | 19,8 % | 10,5 %             | 15,7 % | 1,9 %   | 0,9 %     | 0,5 %        | 2,5 %     |
| Kreis der Tschuktschen        | 74,2 %      | 70,3 %           | 6,7 %  | 5,4 %              | 11,2 % | 1,7 %   | 0,9 %     | 0,7 %        | 3,1 %     |
| Region Krasnojarsk            | 49,4 %      | 36,7 %           | 23,6 % | 15,9 %             | 17,0 % | 3,2 %   | 1,0 %     | 0,9 %        | 1,8 %     |
| Oblast Irkutsk                | 47,2 %      | 34,9 %           | 27,8 % | 13,4 %             | 17,3 % | 3,4 %   | 1,2 %     | 0,6 %        | 1,4 %     |
| Region Transbaikalien         | 53,6 %      | 43,3 %           | 18,6 % | 14,1 %             | 19,2 % | 1,7 %   | 1,1 %     | 0,5 %        | 1,5 %     |
| Burjatien                     | 56,7 %      | 49,0 %           | 24,3 % | 12,6 %             | 9,5 %  | 1,9 %   | 0,8 %     | 0,4 %        | 1,5 %     |
| Chakassien                    | 56,2 %      | 40,1 %           | 23,6 % | 13,7 %             | 16,0 % | 2,7 %   | 1,6 %     | 0,6 %        | 1,6 %     |
| Tuwa                          | 83,7 %      | 85,3 %           | 3,9 %  | 6,7 %              | 2,1 %  | 0,5 %   | 0,3 %     | 0,2 %        | 1,0 %     |
| Oblast Nowosibirsk            | 56,8 %      | 33,8 %           | 30,3 % | 12,7 %             | 15,7 % | 4,3 %   | 1,1 %     | 0,7 %        | 1,4 %     |
| Oblast Kemerowo               | 69,7 %      | 64,6 %           | 10,5 % | 7,9 %              | 12,1 % | 2,2 %   | 0,8 %     | 0,4 %        | 1,5 %     |
| Region Altai                  | 51,4 %      | 37,2 %           | 24,7 % | 16,1 %             | 16,6 % | 2,4 %   | 0,7 %     | 0,4 %        | 1,9 %     |
| Oblast Omsk                   | 55,7 %      | 39,6 %           | 25,6 % | 13,4 %             | 14,2 % | 3,5 %   | 1,0 %     | 0,7 %        | 1,9 %     |
| Kreis d. Chanten-Mansen/Jugra | 53,1 %      | 41,0 %           | 16,1 % | 13,8 %             | 22,5 % | 2,8 %   | 1,3 %     | 0,6 %        | 1,8 %     |
| Oblast Tjumen                 | 53,1 %      | 65,1 %           | 11,2 % | 6,8 %              | 12,9 % | 1,7 %   | 0,8 %     | 0,5 %        | 1,0 %     |
| Oblast Tomsk                  | 50,5 %      | 37,5 %           | 22,4 % | 13,4 %             | 17,8 % | 4,7 %   | 1,3 %     | 1,0 %        | 1,9 %     |
| Kreis der Jamal-Nenzen        | 75,6 %      | 71,7 %           | 6,6 %  | 4,7 %              | 13,6 % | 1,2 %   | 0,7 %     | 0,4 %        | 1,1 %     |
| Republik Altai                | 62,8 %      | 53,3 %           | 21,5 % | 10,3 %             | 10,6 % | 1,5 %   | 0,8 %     | 0,5 %        | 1,3 %     |
| Oblast Swerdlowsk             | 51,0 %      | 32,7 %           | 16,8 % | 24,7 %             | 16,0 % | 4,3 %   | 0,9 %     | 2,1 %        | 2,5 %     |
| Baschkortostan                | 79,3 %      | 70,5 %           | 15,6 % | 5,5 %              | 5,2 %  | 1,2 %   | 0,5 %     | 0,4 %        | 1,0 %     |
| Oblast Tscheljabinsk          | 59,5 %      | 49,4 %           | 14,9 % | 16,9 %             | 12,1 % | 3,5 %   | 1,0 %     | 0,6 %        | 1,7 %     |
| Region Perm                   | 48,0 %      | 36,3 %           | 21,0 % | 16,4 %             | 17,9 % | 4,3 %   | 1,1 %     | 0,8 %        | 2,2 %     |
| Oblast Orenburg               | 51,2 %      | 34,9 %           | 26,2 % | 16,8 %             | 16,9 % | 2,4 %   | 1,0 %     | 0,4 %        | 1,4 %     |
| Udmurtien                     | 56,6 %      | 45,1 %           | 19,5 % | 11,2 %             | 16,6 % | 2,8 %   | 2,5 %     | 0,7 %        | 1,5 %     |
| Oblast Kurgan                 | 56,5 %      | 44,4 %           | 19,6 % | 14,5 %             | 16,9 % | 2,0 %   | 0,8 %     | 0,5 %        | 1,3 %     |
| Tatarstan                     | 79,5 %      | 77,8 %           | 10,6 % | 5,3 %              | 3,5 %  | 1,1 %   | 0,4 %     | 0,4 %        | 0,9 %     |
| Oblast Samara                 | 52,9 %      | 39,1 %           | 23,3 % | 14,5 %             | 15,8 % | 3,8 %   | 1,2 %     | 0,5 %        | 2,0 %     |
| Oblast Saratow                | 67,2 %      | 64,9 %           | 13,8 % | 10,1 %             | 7,2 %  | 1,7 %   | 0,6 %     | 0,3 %        | 1,4 %     |
| Oblast Wolgograd              | 51,8 %      | 36,2 %           | 22,9 % | 21,3 %             | 13,3 % | 3,3 %   | 1,1 %     | 0,6 %        | 1,4 %     |
| Oblast Pensa                  | 64,9 %      | 56,3 %           | 19,8 % | 8,7 %              | 10,1 % | 2,1 %   | 0,7 %     | 0,4 %        | 1,9 %     |
| Oblast Uljanowsk              | 60,4 %      | 43,6 %           | 23,1 % | 15,6 %             | 12,6 % | 2,3 %   | 1,0 %     | 0,5 %        | 1,4 %     |
| Oblast Astrachan              | 55,6 %      | 58,1 %           | 14,3 % | 15,2 %             | 8,5 %  | 1,0 %   | 0,7 %     | 0,3 %        | 1,7 %     |
| Kalmückien                    | 63,2 %      | 66,1 %           | 18,4 % | 7,2 %              | 4,0 %  | 1,4 %   | 0,6 %     | 0,7 %        | 1,6 %     |
| Oblast Nischni Nowgorod       | 59,2 %      | 45,0 %           | 28,5 % | 10,5 %             | 10,6 % | 2,8 %   | 0,8 %     | 0,5 %        | 1,3 %     |
| Oblast Kirow                  | 54,1 %      | 34,9 %           | 22,7 % | 19,8 %             | 16,7 % | 2,7 %   | 1,2 %     | 0,6 %        | 1,5 %     |
| Tschuwaschien                 | 61,6 %      | 43,4 %           | 20,9 % | 18,8 %             | 10,7 % | 1,6 %   | 1,3 %     | 0,4 %        | 2,9 %     |
| Mordowien                     | 94,2 %      | 91,6 %           | 4,5 %  | 1,3 %              | 1,5 %  | 0,3 %   | 0,1 %     | 0,1 %        | 0,5 %     |
| Mari El                       | 71,3 %      | 52,2 %           | 20,7 % | 10,6 %             | 11,7 % | 2,0 %   | 0,9 %     | 0,6 %        | 1,3 %     |
| Region Krasnodar              | 72,8 %      | 56,3 %           | 17,5 % | 10,8 %             | 10,4 % | 2,0 %   | 0,9 %     | 0,5 %        | 1,6 %     |
| Oblast Rostow                 | 59,4 %      | 50,2 %           | 20,8 % | 13,3 %             | 10,2 % | 2,9 %   | 0,8 %     | 0,5 %        | 1,3 %     |
| Dagestan                      | 81,1 %      | 82,8 %           | 11,3 % | 2,7 %              | 1,9 %  | 0,4 %   | 0,3 %     | 0,1 %        | 0,4 %     |
| Region Stawropol              | 50,8 %      | 49,2 %           | 18,4 % | 11,8 %             | 15,3 % | 2,1 %   | 0,9 %     | 0,4 %        | 1,9 %     |
| Tschetschenien                | 98,6 %      | 99,48 %          | 0,09 % | 0,18 %             | 0,02 % | 0,05 %  | 0,07 %    | 0,04 %       | 0,07 %    |
| Nordossetien-Alanien          | 85,6 %      | 67,9 %           | 21,7 % | 6,0 %              | 2,2 %  | 0,3 %   | 0,4 %     | 0,3 %        | 1,2 %     |
| Kabardino-Balkarien           | 98,2 %      | 81,3 %           | 18,2 % | 0,2 %              | 0,08 % | 0,07 %  | 0,03 %    | 0,04 %       | 0,04 %    |
| Adygeja                       | 65,9 %      | 61,0 %           | 18,2 % | 8,5 %              | 7,8 %  | 1,8 %   | 0,9 %     | 0,5 %        | 1,4 %     |
| Karatschai-Tscherkessien      | 93,2 %      | 89,8 %           | 8,8 %  | 0,5 %              | 0,3 %  | 0,1 %   | 0,1 %     | 0,1 %        | 0,2 %     |
| Inguschetien                  | 86,2 %      | 91,0 %           | 2,9 %  | 2,3 %              | 0,4 %  | 0,8 %   | 0,3 %     | 1,5 %        | 0,8 %     |
| Moskau                        | 61,7 %      | 46,6 %           | 19,3 % | 12,1 %             | 9,4 %  | 8,5 %   | 1,3 %     | 0,8 %        | 1,7 %     |
| Oblast Moskau                 | 50,7 %      | 32,5 %           | 25,9 % | 16,0 %             | 14,4 % | 6,1 %   | 1,3 %     | 1,0 %        | 2,8 %     |
| Oblast Wladimir               | 48,9 %      | 38,3 %           | 20,5 % | 21,5 %             | 12,9 % | 3,5 %   | 1,1 %     | 0,6 %        | 1,5 %     |
| Oblast Tula                   | 72,8 %      | 61,3 %           | 15,1 % | 8,5 %              | 9,2 %  | 3,5 %   | 0,8 %     | 0,4 %        | 1,2 %     |
| Oblast Twer                   | 53,4 %      | 38,4 %           | 23,2 % | 19,8 %             | 11,7 % | 3,8 %   | 1,2 %     | 0,5 %        | 1,3 %     |
| Oblast Jaroslawl              | 55,9 %      | 29,0 %           | 24,0 % | 22,6 %             | 15,5 % | 4,8 %   | 1,8 %     | 0,7 %        | 1,6 %     |
| Oblast Brjansk                | 59,9 %      | 50,1 %           | 23,3 % | 11,2 %             | 10,6 % | 2,0 %   | 0,9 %     | 0,4 %        | 1,4 %     |
| Oblast Rjasan                 | 52,7 %      | 39,8 %           | 23,6 % | 15,1 %             | 15,1 % | 3,1 %   | 1,2 %     | 0,7 %        | 1,6 %     |
| Oblast Iwanowo                | 52,9 %      | 40,1 %           | 22,5 % | 15,6 %             | 14,8 % | 3,5 %   | 1,2 %     | 0,8 %        | 1,5 %     |
| Oblast Smolensk               | 49,6 %      | 36,2 %           | 24,2 % | 18,6 %             | 14,8 % | 2,9 %   | 1,1 %     | 0,5 %        | 1,6 %     |
| Oblast Kaluga                 | 57,5 %      | 40,5 %           | 21,9 % | 15,6 %             | 14,4 % | 4,1 %   | 1,4 %     | 0,6 %        | 1,6 %     |
| Oblast Orjol                  | 64,7 %      | 38,9 %           | 32,0 % | 11,2 %             | 12,2 % | 2,1 %   | 0,9 %     | 0,8 %        | 1,8 %     |
| Oblast Kostroma               | 58,6 %      | 34,2 %           | 28,0 % | 18,0 %             | 15,4 % | 1,8 %   | 0,9 %     | 0,4 %        | 1,3 %     |
| Oblast Woronesch              | 64,3 %      | 49,5 %           | 21,8 % | 14,4 %             | 8,8 %  | 2,2 %   | 0,8 %     | 0,4 %        | 1,9 %     |
| Oblast Belgorod               | 75,5 %      | 51,2 %           | 22,4 % | 11,6 %             | 9,6 %  | 2,1 %   | 1,0 %     | 0,4 %        | 1,6 %     |
| Oblast Kursk                  | 54,7 %      | 45,7 %           | 20,7 % | 14,4 %             | 13,5 % | 2,3 %   | 1,4 %     | 0,5 %        | 1,5 %     |
| Oblast Lipezk                 | 57,1 %      | 40,3 %           | 22,8 % | 16,6 %             | 14,3 % | 2,5 %   | 0,9 %     | 0,5 %        | 1,9 %     |
| Oblast Tambow                 | 68,3 %      | 66,7 %           | 16,5 % | 6,0 %              | 7,1 %  | 1,4 %   | 0,5 %     | 0,3 %        | 1,5 %     |
| Oblast Archangelsk            | 49,8 %      | 31,9 %           | 20,2 % | 22,1 %             | 18,2 % | 4,5 %   | 1,2 %     | 0,8 %        | 1,2 %     |
| Oblast Wologda                | 56,3 %      | 33,4 %           | 16,8 % | 27,1 %             | 15,4 % | 3,5 %   | 1,3 %     | 0,7 %        | 1,8 %     |
| Republik Komi                 | 70,5 %      | 58,8 %           | 13,5 % | 11,5 %             | 11,9 % | 1,5 %   | 0,9 %     | 0,6 %        | 1,3 %     |
| Oblast Murmansk               | 51,8 %      | 32,0 %           | 21,8 % | 19,7 %             | 18,1 % | 4,7 %   | 1,2 %     | 0,6 %        | 1,9 %     |
| Karelien                      | 50,2 %      | 32,3 %           | 19,3 % | 20,6 %             | 17,9 % | 6,2 %   | 0,9 %     | 0,9 %        | 1,9 %     |
| Kreis der Nenzen              | 48,0 %      | 36,0 %           | 24,8 % | 15,0 %             | 17,5 % | 2,8 %   | 1,3 %     | 1,1 %        | 1,5 %     |
| Sankt Petersburg              | 54,5 %      | 35,4 %           | 15,3 % | 23,7 %             | 10,3 % | 11,6 %  | 1,2 %     | 0,9 %        | 1,6 %     |
| Oblast Leningrad              | 51,8 %      | 33,7 %           | 17,3 % | 25,1 %             | 14,7 % | 4,9 %   | 1,2 %     | 0,6 %        | 2,5 %     |
| Oblast Kaliningrad            | 54,6 %      | 37,1 %           | 25,5 % | 13,3 %             | 14,1 % | 5,5 %   | 2,2 %     | 0,7 %        | 1,6 %     |
| Oblast Pskow                  | 52,9 %      | 36,7 %           | 25,1 % | 16,4 %             | 13,9 % | 5,1 %   | 0,9 %     | 0,5 %        | 1,4 %     |
| Oblast Nowgorod               | 56,7 %      | 35,3 %           | 19,0 % | 28,2 %             | 11,6 % | 2,7 %   | 0,9 %     | 0,5 %        | 1,8 %     |
| Baikonur                      | 45,9 %      | 48,4 %           | 16,3 % | 11,9 %             | 15,6 % | 2,9 %   | 1,3 %     | 0,6 %        | 2,8 %     |
| Gesamt                        | 60,1 %      | 49,3 %           | 19,2 % | 13,2 %             | 11,7 % | 3,4 %   | 1,0 %     | 0,6 %        | 1,6 %     |

## Reaktionen
Internationale Wahlbeobachter kamen zu dem Schluss, dass bei der Wahl demokratische Grundregeln erheblich verletzt wurden. Die Organisation für Sicherheit und Zusammenarbeit in Europa (OSZE) stellte „häufige“ Manipulationen und Verfahrensverletzungen fest. Die Wahlen hätten nicht internationalen Standards entsprochen, sagt die Leiterin der OSZE-Beobachter in Russland, die Schweizer Diplomatin Heidi Tagliavini: „Unsere Hauptsorge ist die mangelnde Trennung zwischen der Regierungspartei und dem Staat. Die Folge war ein sehr eingeschränkter politischer Wettbewerb, in dem sogar einige Parteien von den Wahlen ausgeschlossen wurden. Und es führte zu einem politischen Klima mit zu wenig Fairness und klarem Vorteil für die Regierungspartei.“ Präsident und Spitzenkandidat Medwedew wies die Kritik als unbegründet und unbewiesen zurück.
Am Abend des 5. Dezember 2011 protestierten Tausende Menschen in Moskau und Sankt Petersburg gegen das Wahlresultat und die Partei Einiges Russland. Es handelte sich um die größte Demonstration der Opposition seit Jahren. Demonstranten riefen „Russland ohne Putin“ und hielten Schilder hoch mit der Aufschrift: „Gebt dem Volk seine Stimme zurück!“ Unter den anhaltenden Protesten forderte der sowjetische Ex-Präsident Michail Gorbatschow am 7. Dezember 2011 die Regierung auf, die Wahlen zu annullieren und Neuwahlen auszuschreiben. Der Spitzenkandidat der Partei Jabloko, Grigori Jawlinski, empfahl den gewählten Abgeordneten, ihre Mandate niederzulegen.
Wiener Statistiker errechneten, dass Einiges Russland regulär nur auf ein Drittel der Stimmen gekommen wäre und die absolute Mehrheit völlig außer Reichweite ist. Sie entwickelten auch eine Methode um eine bestimmte Methode des Wahlbetrugs zu erkennen: ballot stuffing „Wahlurne vollstopfen“. In der Realität werden dabei bereits vor Wahlbeginn Stimmzettel eingeworfen oder Leute bezahlt viele Stimmzettel auf einmal einzuwerfen. Systematisch betrieben stechen diese Wahlbezirke in der Statistik durch eine hohe Wahlbeteiligung mit einem hohen Stimmenanteil für eine Partei hervor und stehen auch grafisch abseits der diffusen Wolke der restlichen Wahlbezirke. In den insgesamt 60.000 Wahlbezirken gab es bei 60 % Unregelmäßigkeiten. In 3.000 Wahlbezirken gab es 100 % der Stimmen für Einiges Russland bei einer Wahlbeteiligung von jeweils 100 %. Diese Bezirke liegen vor allem in Dagestan und Ossetien im Kaukasus, reichten aber für die landesweite absolute Mehrheit aus.
Im Mai 2017 verurteilte der Europäische Gerichtshof für Menschenrechte Russland wegen der Verletzung des Rechts auf freie Wahlen. Die Neuauszählung der Parlamentswahl im Dezember 2011 sei unfair abgelaufen. Russland habe Hinweise auf Manipulation nicht ernsthaft untersucht und Beweise für Verfahrensverstöße ignoriert.